# 沈沛然
沈沛然（2002年1月24日—），中国黑龙江省哈尔滨市人，围棋职业六段棋手。他2014年入段，2019年9月升为六段。沈沛然2017年至2019年代表民生银行北京队参加围甲联赛。

## 弃权事件
2018年12月14日，沈沛然在2018年围甲联赛最后一轮比赛中对阵华泰证券江苏队棋手童梦成。他由于弄错开赛时间没能及时赶到赛场，根据规则被判弃权负。他成为党毅飞之后第二位在围甲联赛中弃权负的棋手。

## 升段记录
初段：2014年7月。
二段：2016年9月。
三段：2017年7月。
四段：2018年7月。
五段：2018年10月。
六段：2019年9月。